# Tepusco
Tepusco es una localidad del estado mexicano de Jalisco. Es parte del municipio de Villa Hidalgo.

## Toponimia
El nombre «Tepusco» proviene del náhuatl tepotzco. Su significado es «Detrás».

## Demografía
| Gráfica de evolución demográfica |
|                                  |

| Censo | Población |
| ----- | --------- |
| 1900  | 527       |
| 1910  | 612       |
| 1921  | 627       |
| 1930  | 573       |
| 1940  | 529       |
| 1950  | 617       |
| 1960  | 791       |
| 1970  | 1 059     |
| 1980  | 1 371     |
| 1990  | 1 560     |
| 2000  | 1 666     |
| 2010  | 1 381     |
| 2020  | 1 253     |